# Parco nazionale Terra del Fuoco
Il parco nazionale Terra del Fuoco (in spagnolo: Parque Nacional Tierra del Fuego) è un parco nazionale dell'Argentina. È stato istituito nel 1960 con decreto n° 15.554, al fine di salvaguardare e preservare la natura, la fauna e la flora di un territorio di tipo sub-antartico.
È situato a sud-ovest della provincia della Terra del Fuoco, in Patagonia, a 10 km ad ovest della città di Ushuaia. È il parco nazionale più meridionale dell'Argentina.

## Geografia

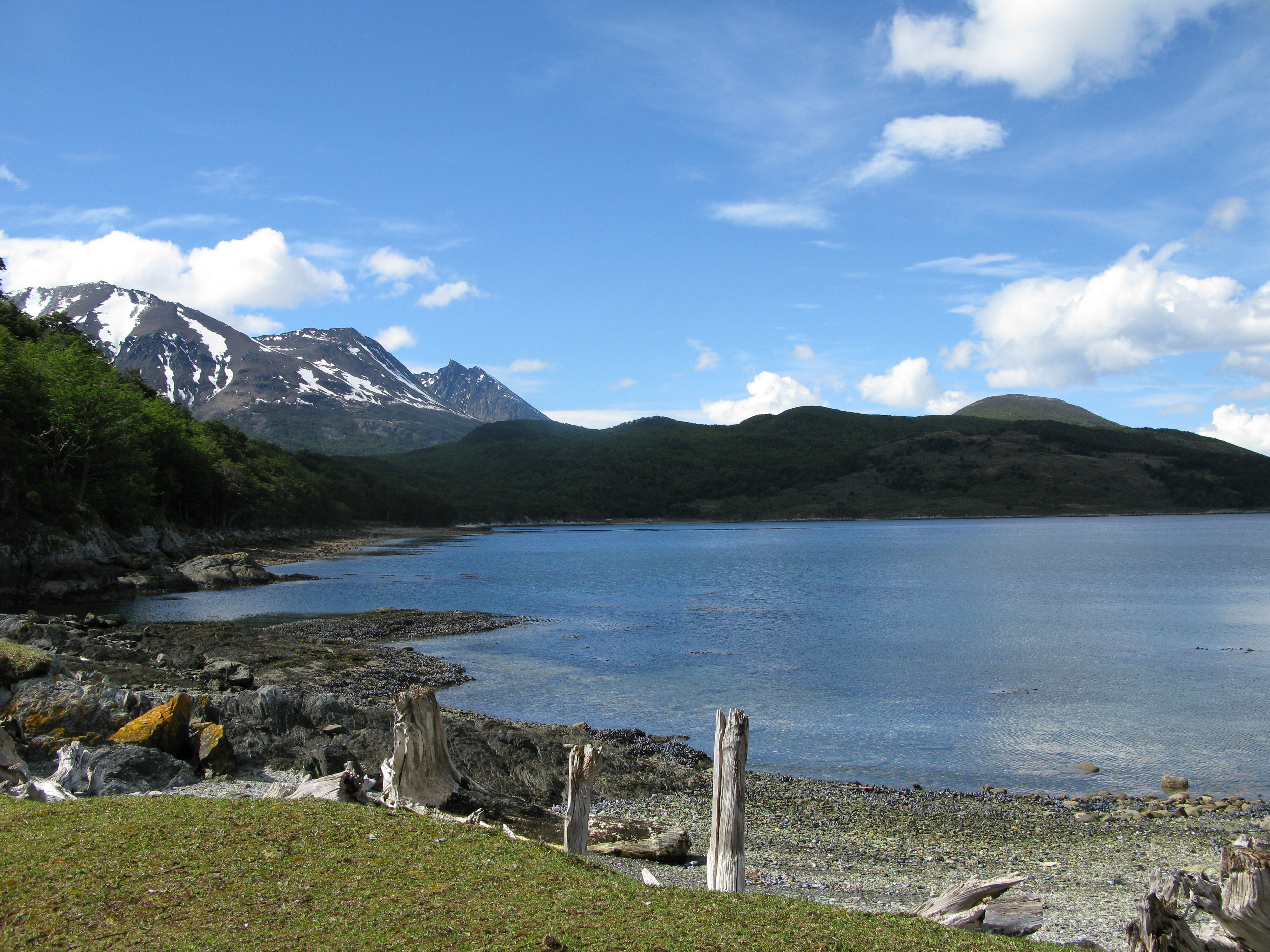
Zona costiera del parco nazionale nella baia Lapataia del Canale di Beagle.

Si tratta di un'ampia area di natura incontaminata e paesaggi selvaggi situata a nord del lago Fagnano, della Sierra di Inju Gooyin e di Beauvoir. Confina a sud con il canale di Beagle, ad ovest con la frontiera con il Cile e ad est con i ghiacciai Martial e Vinciguerra.
Ha una superficie totale di 63.000 ettari, di cui solamente 2.000 sono accessibili al pubblico (previo pagamento di un biglietto d'ingresso). È il primo parco nazionale del litorale argentino. In effetti ha la particolarità di avere sei chilometri di coste lungo il canale di Beagle e questo permette di preservare un ecosistema di tipo marittimo. La sua cima più elevata è il Monte Vinciguerra (1.476 m s.l.m.).
Il Río Pipo è uno dei principali fiumi. All'interno del perimetro del Parco si trovano numerosi laghi, come il lago Alto ed il lago Negra, ma include solo parzialmente il lago Roca (per 10 km di coste) ed il lago Fagnano (per 35 km di coste).

## Flora
Il Parco conserva dense foreste fuegine composta da Coihue (Nothofagus dombeyi), Lenga Beech (Nothofagus pumilio), Canelo (Drimys winteri), Ñire o Antartic Beech (Nothofagus antarctica). Il fitto sottobosco è dominato da calafate (Berberis buxifolia), michay (Berberis darwinii), notro (Embothrium coccineum), erica arborea (Erica arborea) e muschi. Sono presenti anche molte specie di funghi, alcuni commestibili, come il pan de indio (Cyttaria spp.), e di licheni come la barba de viejo (Usnea barbata).

### Galleria della natura e della flora

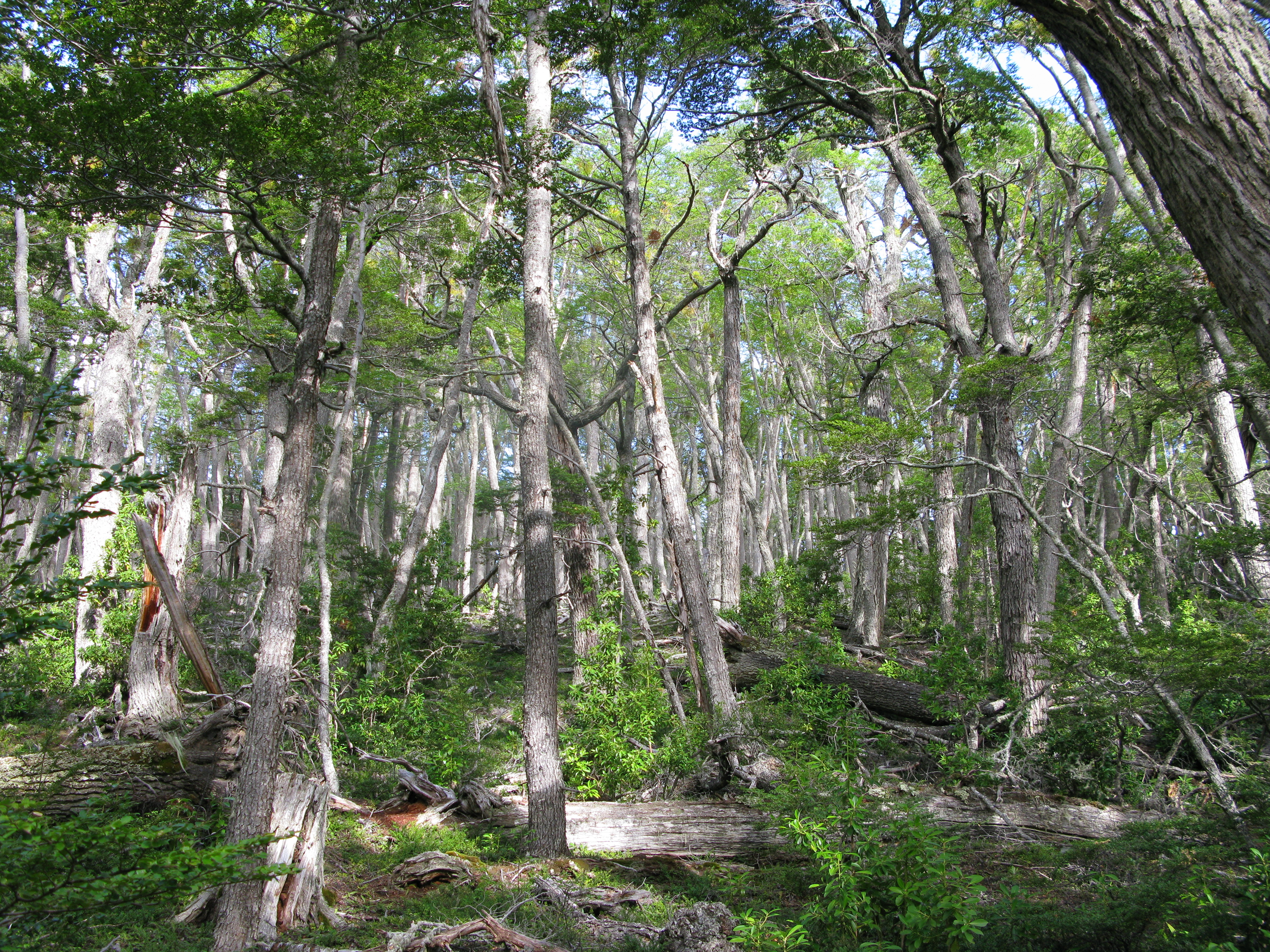
Sottobosco in primavera.
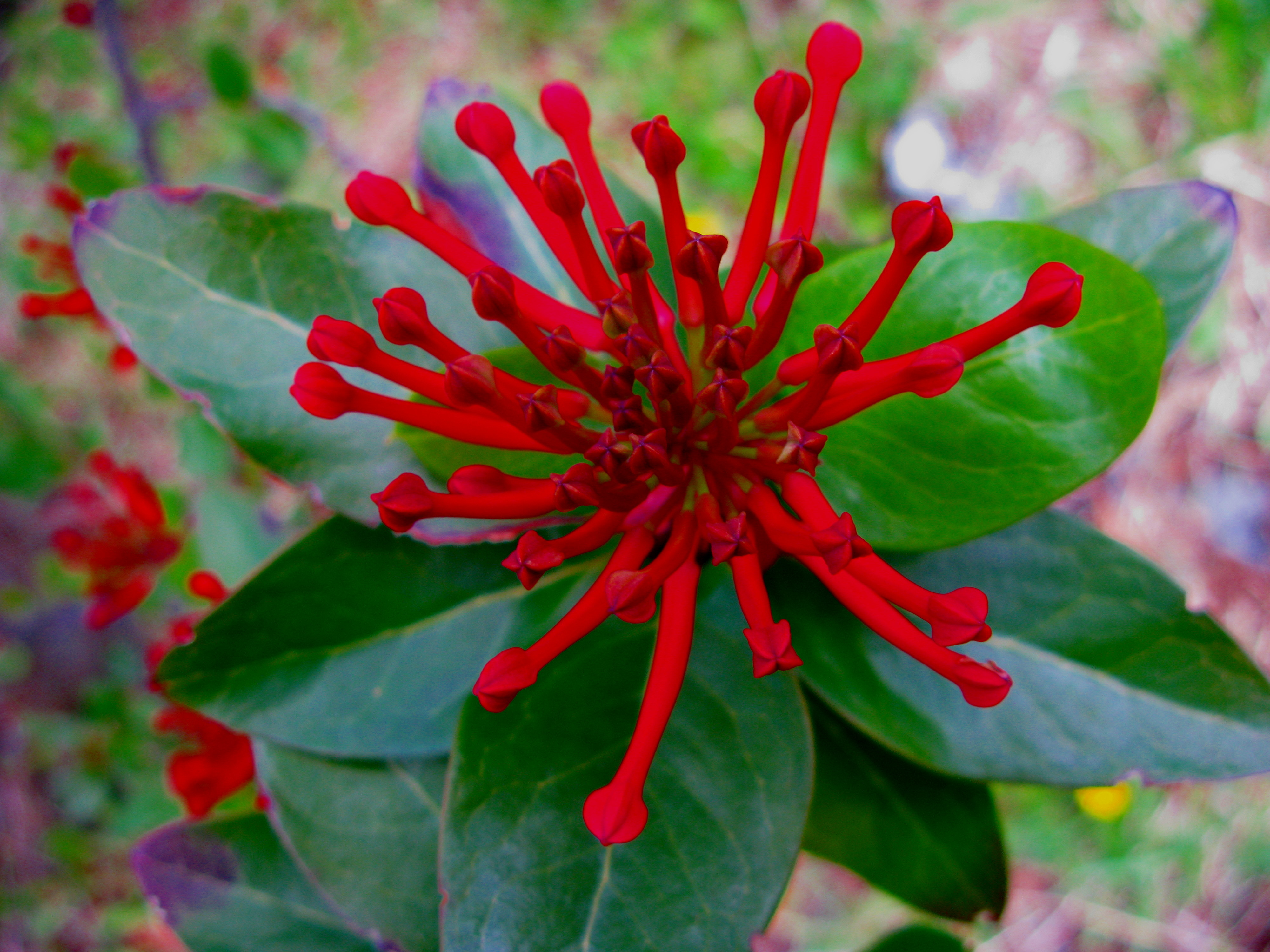
Fiori di Embothrium coccineum.
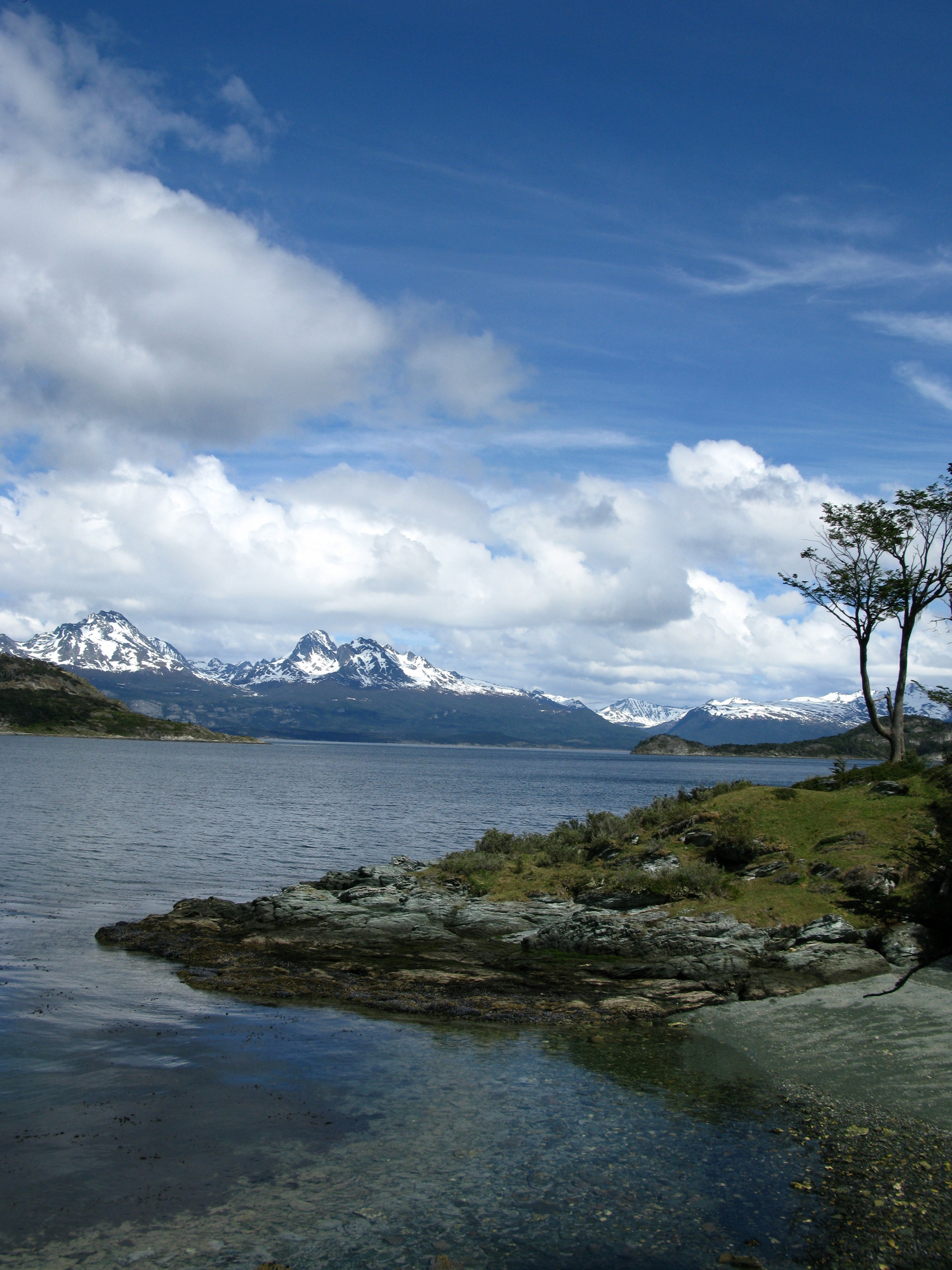
Lungo la costa del canale di Beagle.
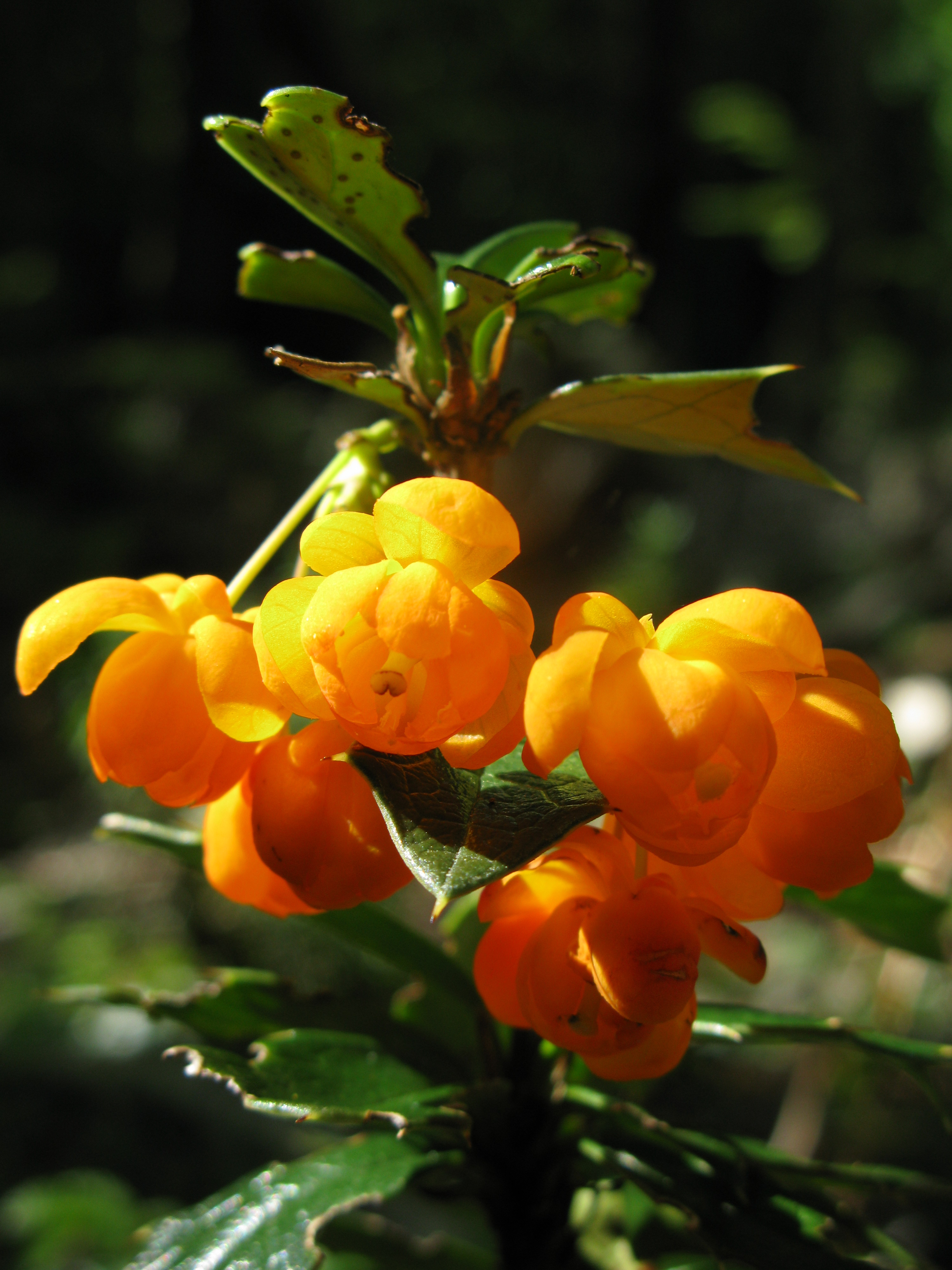
Michay o techelia (Berberis ilicifolia).
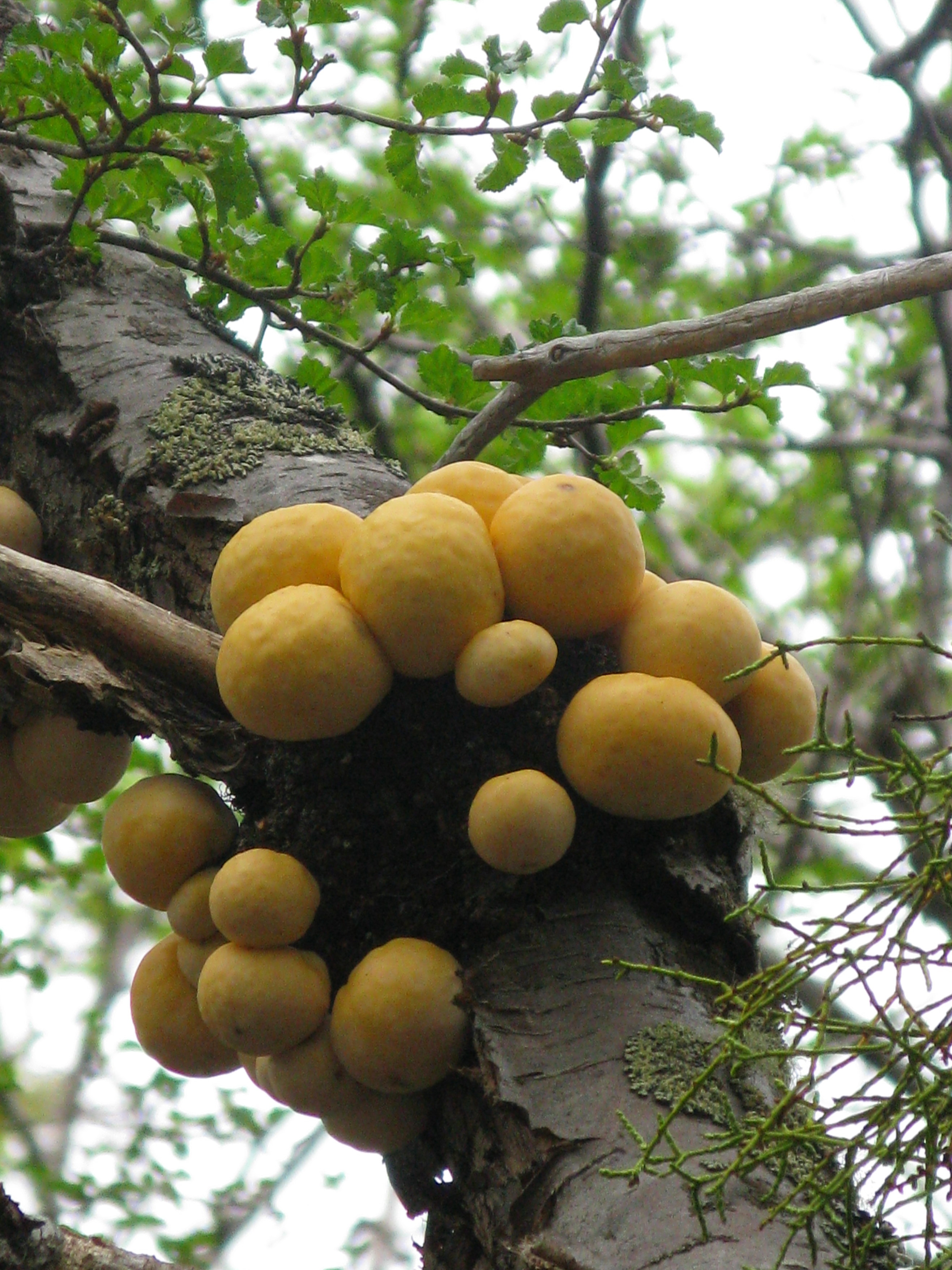
Pan de Indio (Cyttaria harioti).
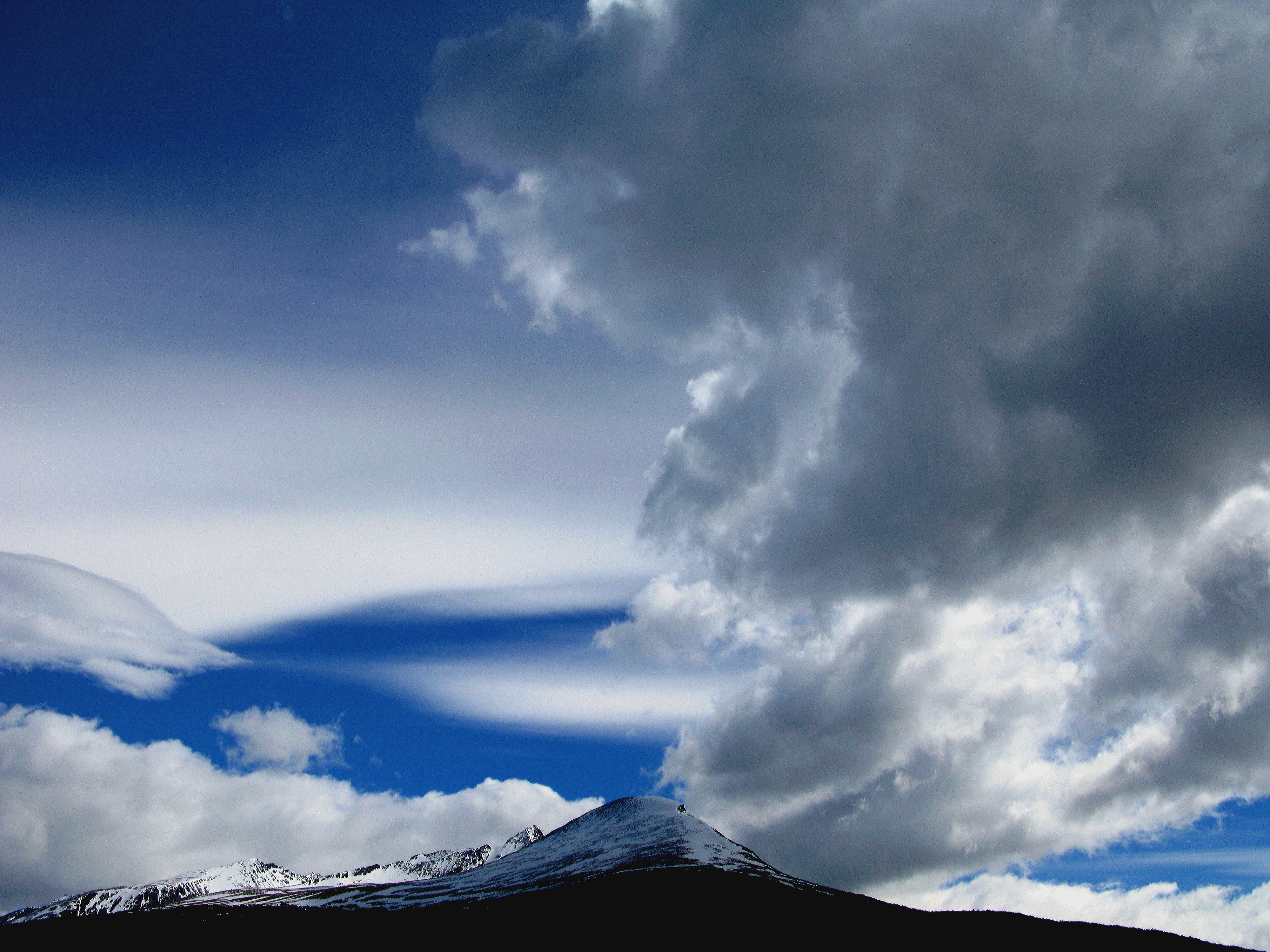
Veduta del Monte Cóndor.
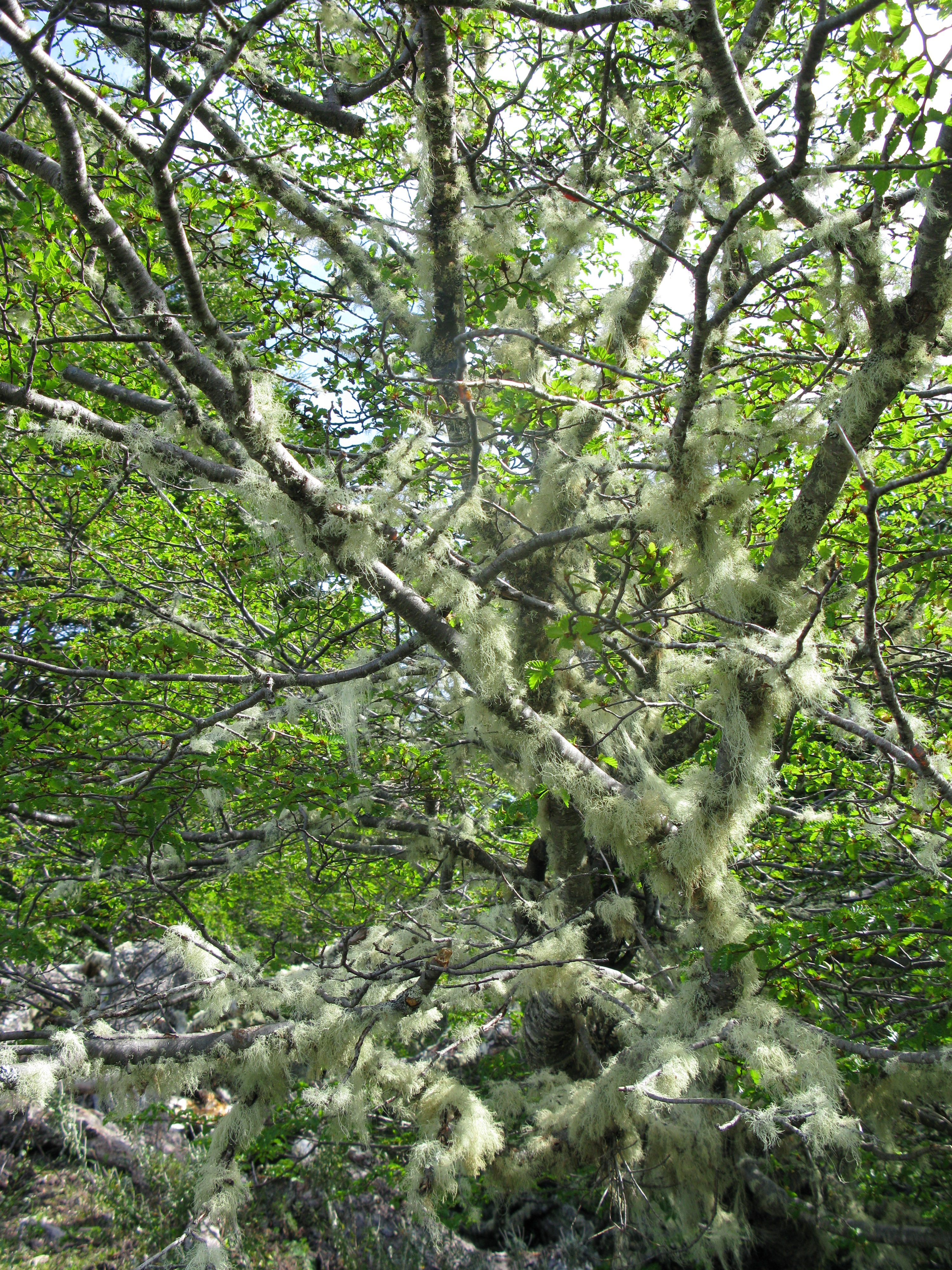
Barba de viejo (Usnea barbata).
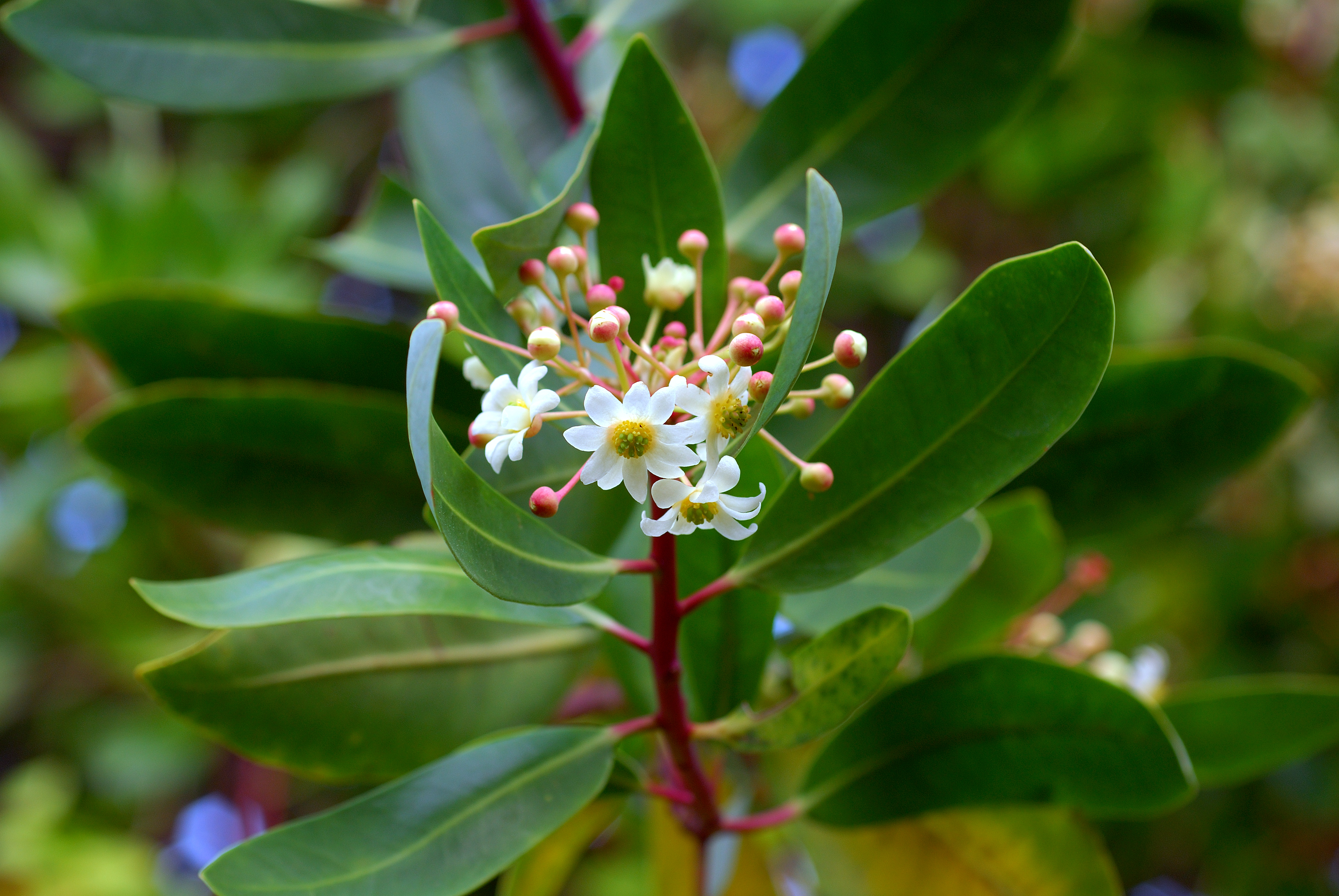
Canelo (Drimys winteri).

## Fauna
Tra gli uccelli che popolano il Parco si può osservare il condor delle Ande, l'albatros, il cormorano, varie specie di gabbiano, le sterne, gli svassi, le oche selvatiche, le anatre. In particolare si segnalano il picchio di Magellano (Campephilus magellanicus) ed il carancho (Caracara plancus), dal tipico becco color arancio e dal caratteristico richiamo. Vi è inoltre l'ibis faccianera (Theristicus melanopis), riconoscibile per il suo lungo becco ed il richiamo stridente.
Tra i mammiferi vi sono le lontre (Lontra provocax e Lontra felina), la volpe di Magellano (Pseudalopex culpaeus), il visone (Neovison vison) e persino delle specie introdotte come il castoro canadese (Castor canadensis) ed il coniglio.

### Galleria della fauna

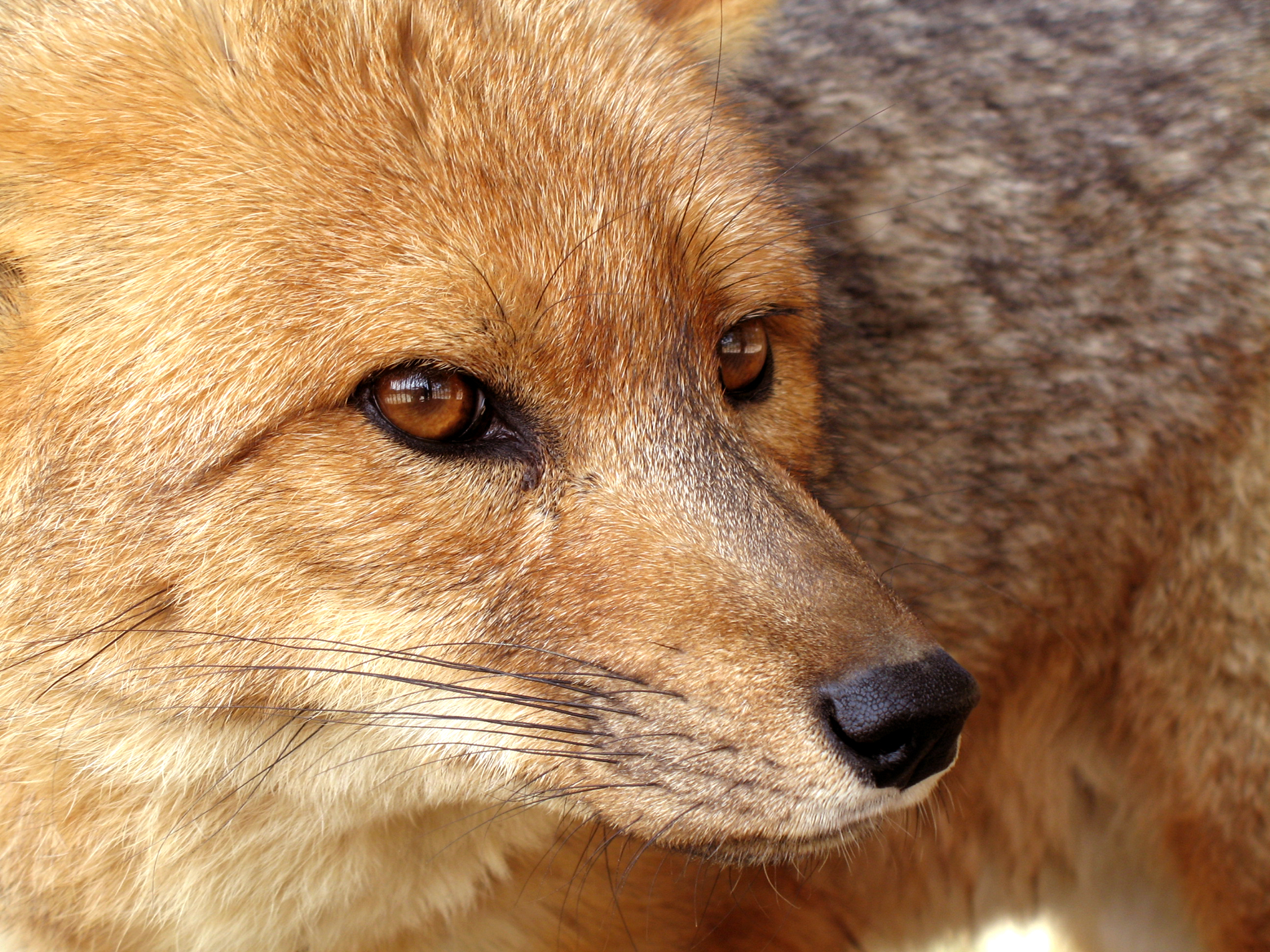
Volpe della Patagonia (Pseudalopex culpaeus)
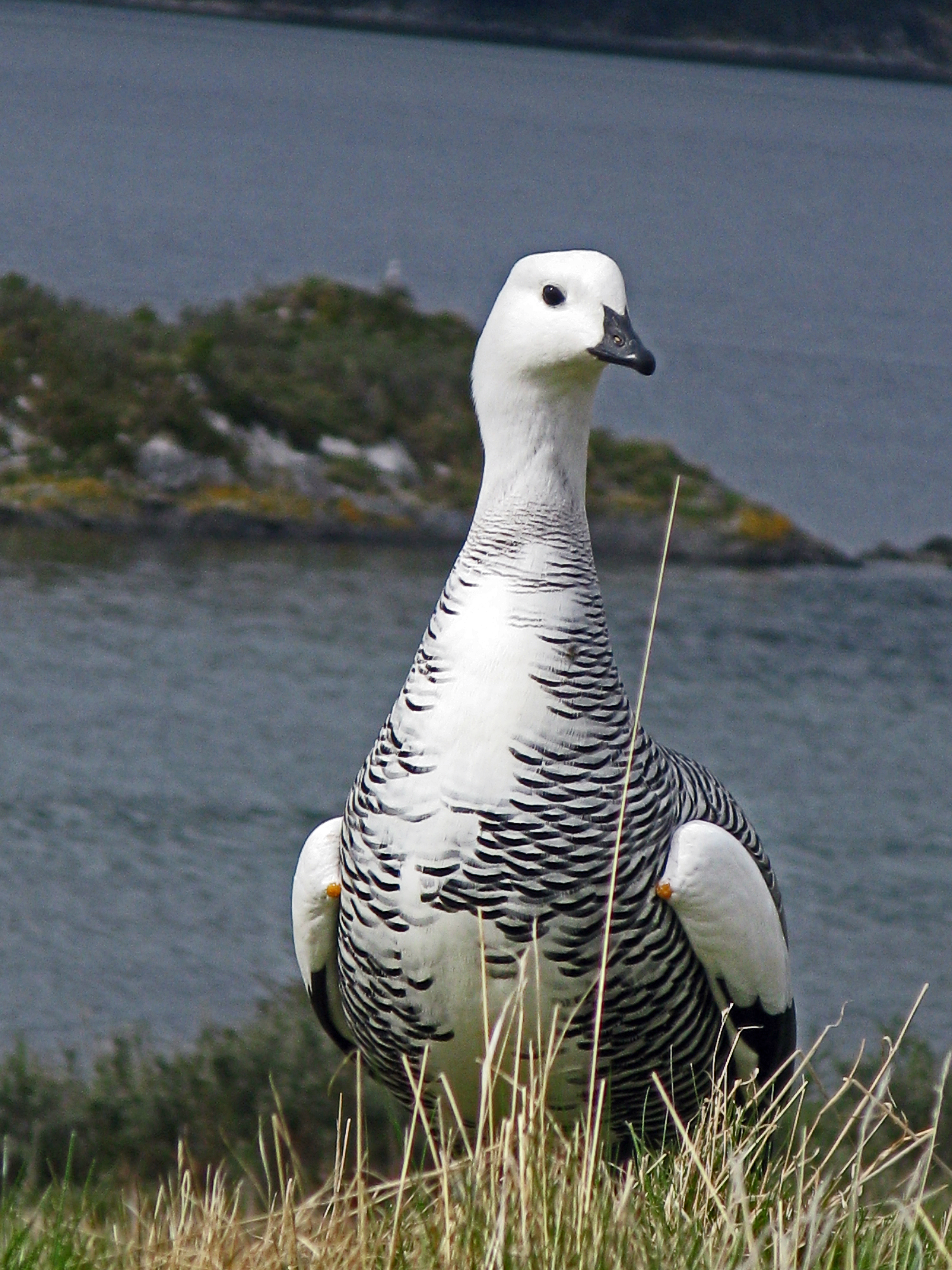
Oca di Magellano (Chloephaga picta)
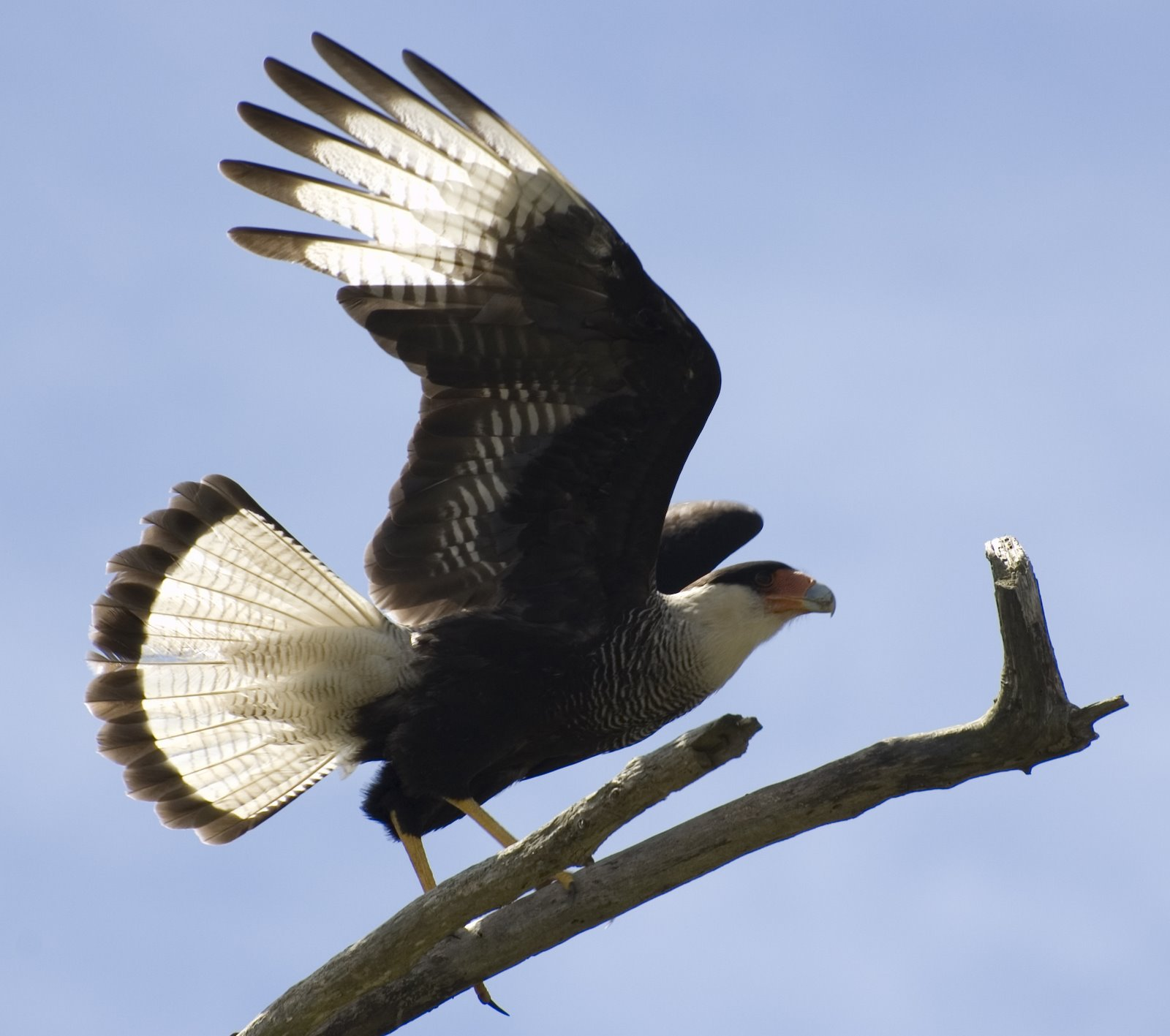
Caracara meridionale (Caracara plancus)
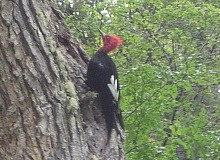
Picchio di Magellano (Campephilus magellanicus)
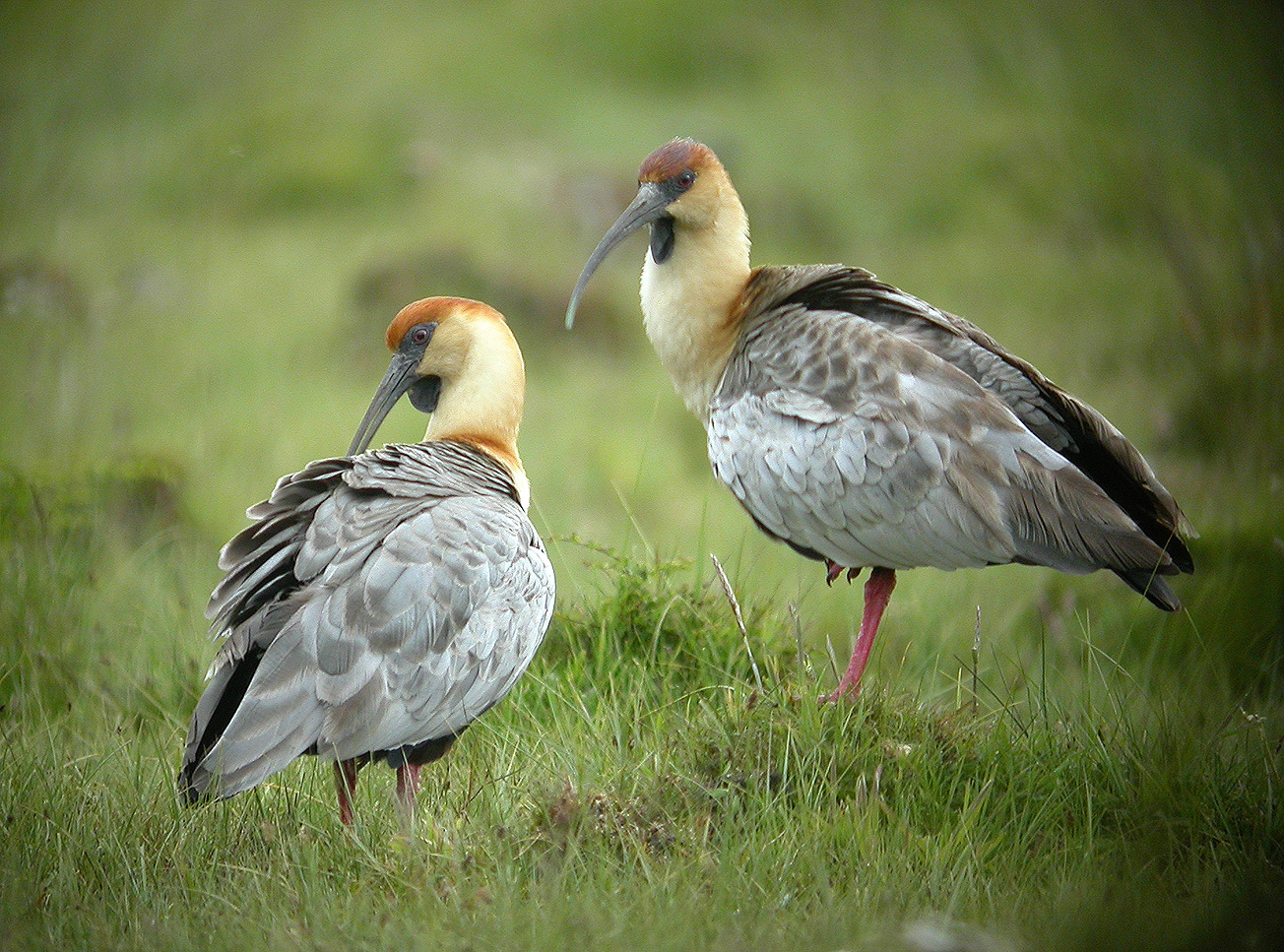
Ibis faccianera (Theristicus melanopis)
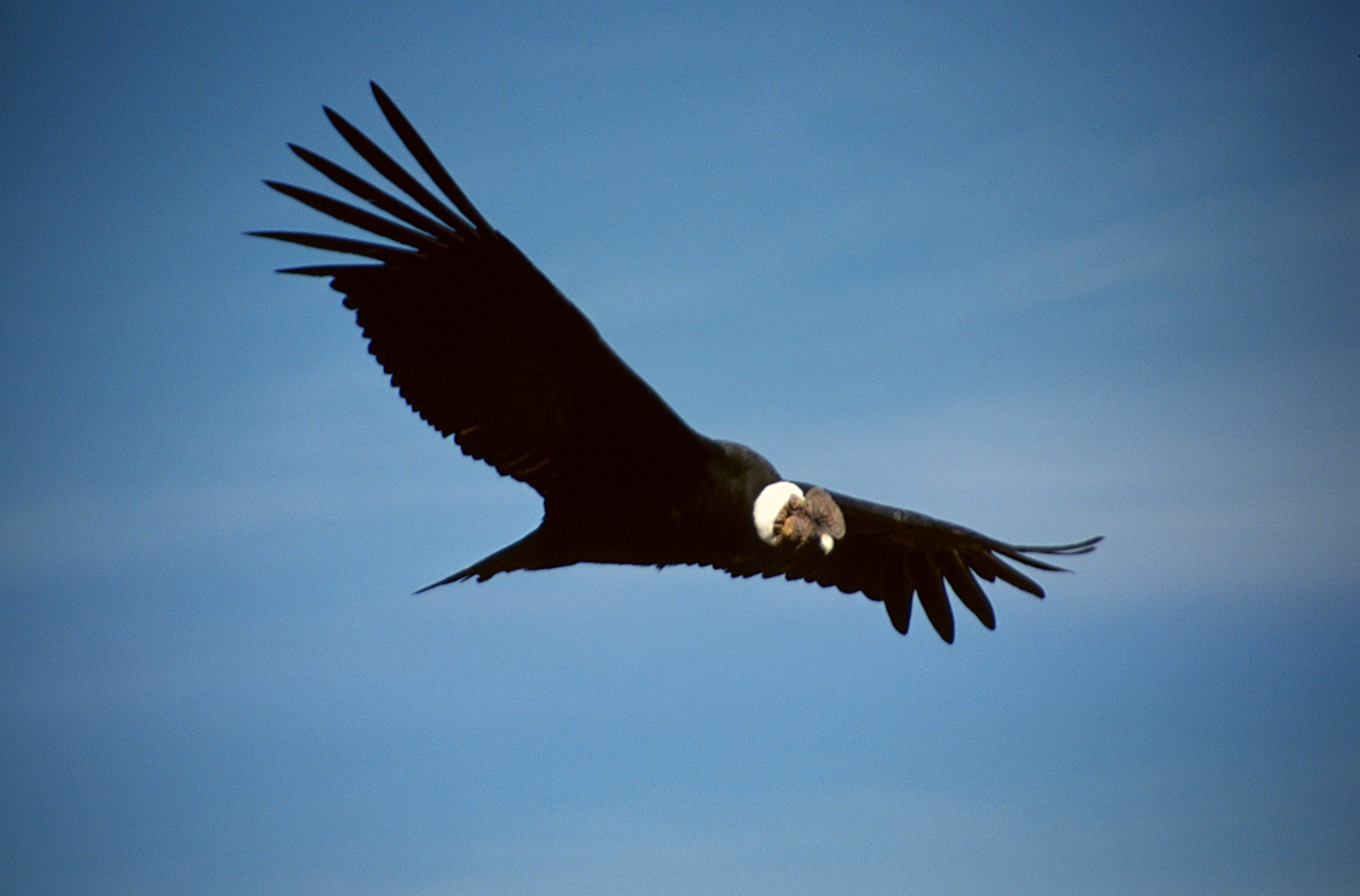
Condor delle Ande (Vultur gryphus)
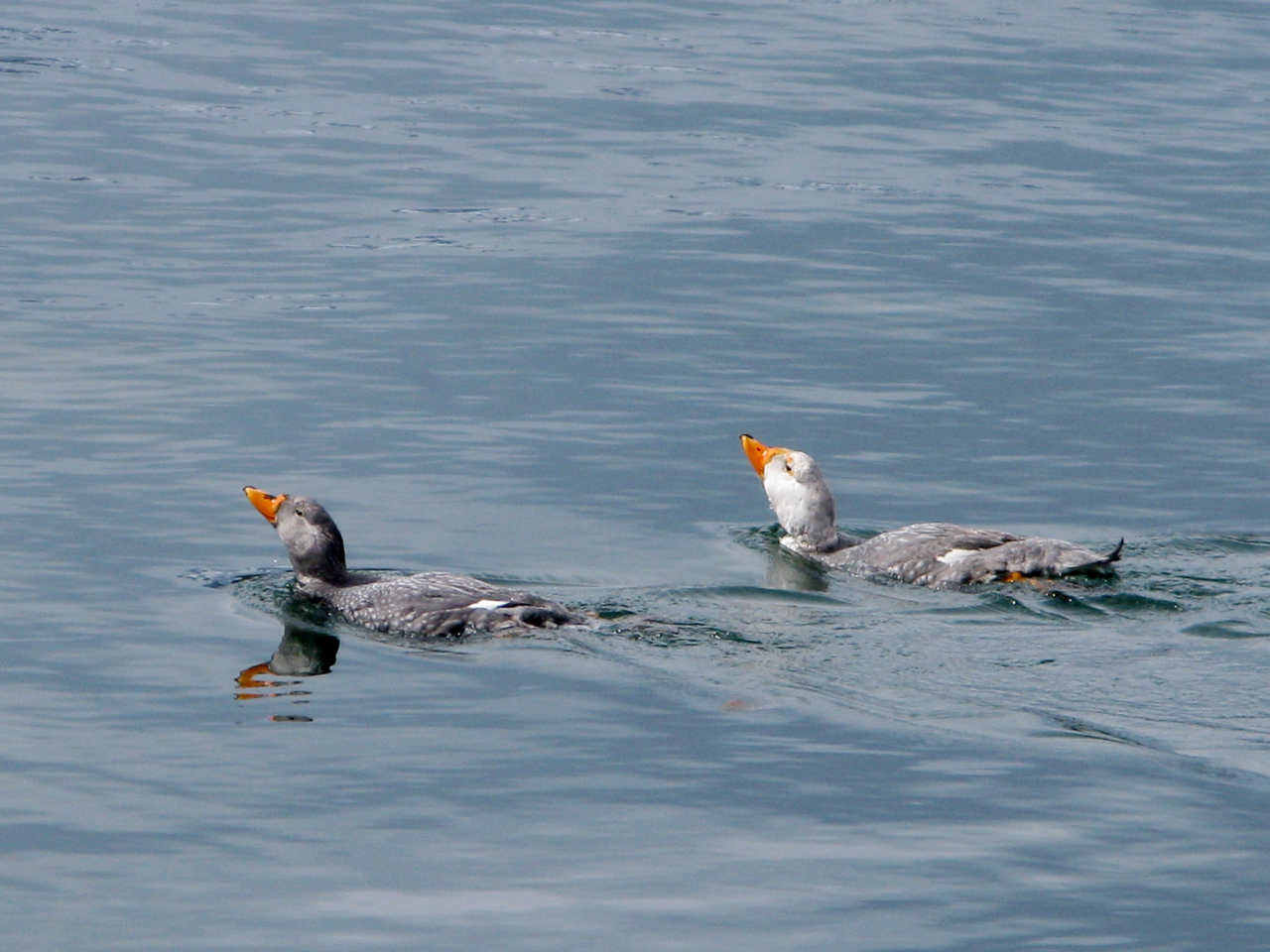
Anatra vaporiera di Magellano (Tachyeres pteneres)

### Castori e polemiche

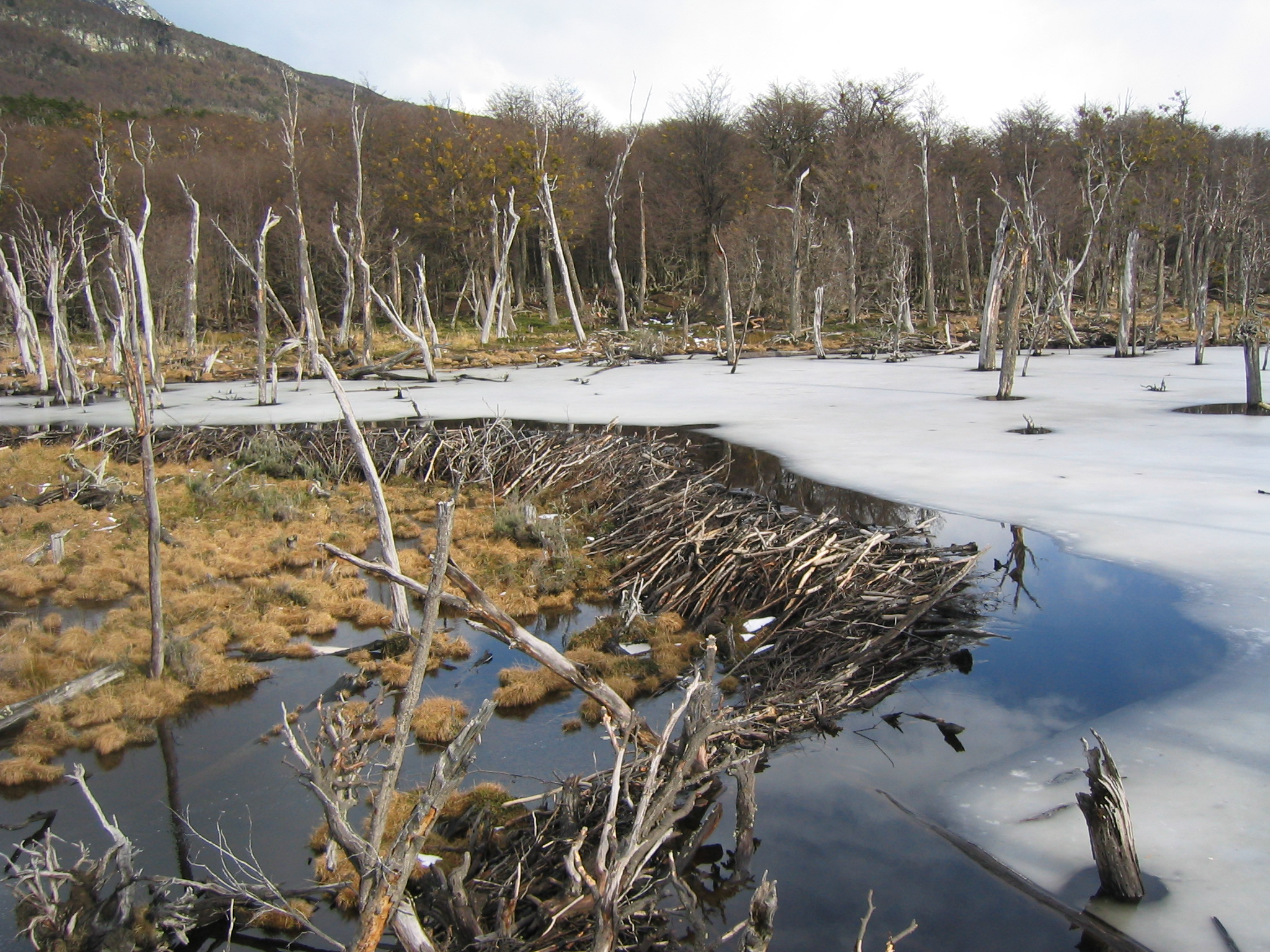
Diga costruita dai castori nel parco nazionale.

I castori presenti nel Parco e provenienti dal Canada sono stati introdotti nella Terra del Fuoco dall'esercito argentino nel 1946. Il fine era quello di sviluppare l'industria delle pellicce, ma fu un fallimento. Il clima della Terra del Fuoco è molto meno freddo rispetto al clima del Canada ed i castori hanno sviluppato pellicce meno folte rispetto a quelle dei castori canadesi, rendendole poco competitive sui mercati. Inoltre i predatori naturali del castoro, come l'orso, il lupo o la lince, non esistono nella Terra del Fuoco e questo ha contribuito a determinare un loro rapido sviluppo, con importanti conseguenze ecologiche che hanno portato ad uno squilibrio nell'ecosistema. Da un lato una legge locale autorizza la caccia «aperta» tutto l'anno a questo roditore, considerato un flagello dalle autorità argentine e cilene. Dall'altro lato l'industria del turismo favorisce e diffonde l'immagine di un animale locale (autoctono!) amichevole ed innocuo per l'ambiente. Il suo valore di mercato nel settore turistico è dato da peluche, gadgets e viaggi. Va notato che l'animale è molto difficile da osservare e non sempre il visitatore si accorge della sua continua attività di taglialegna per la realizzazione delle dighe.

## Clima

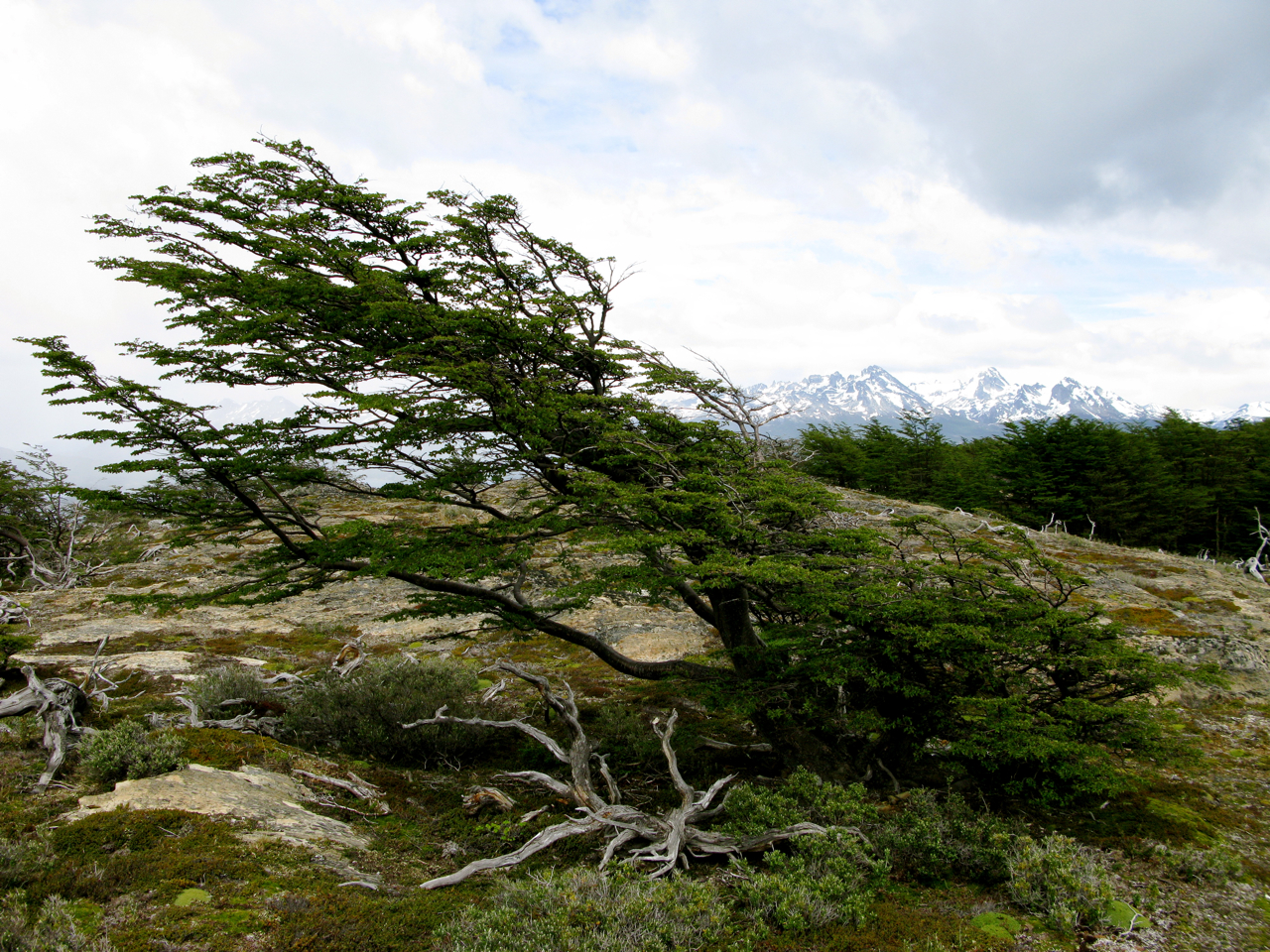
L'azione del vento su un esemplare di Nothofagus.

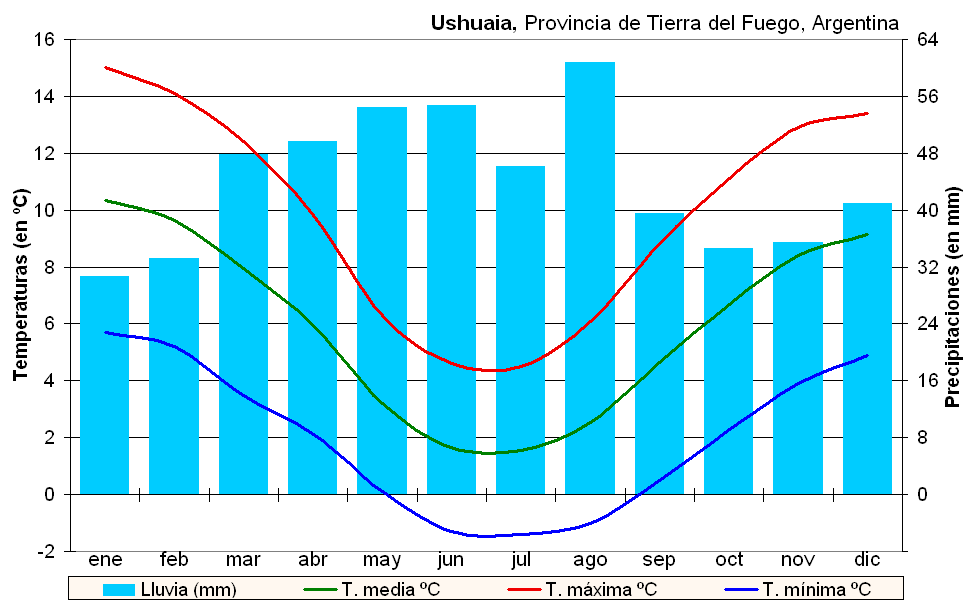
Ushuaia (10 km dal parco) - Statistiche climatologiche del periodo 1981-1990.

Il clima della regione è freddo ed umido, senza una stagione secca. La media delle precipitazioni è di circa 700 mm. I periodi autunnale ed invernale (da marzo ad agosto) sono i più piovosi. I venti dominanti soffiano regolarmente e violentemente (spesso a più di 100 km/ora) in direzione sud-ovest. In questa regione va notata l'azione del williwaw. Tuttavia vi è una forte influenza dell'oceano che determina un clima uniforme: le temperature non sono ne troppo alte ne troppo basse. Le medie invernali sono comprese tra i -2 °C ed i 4 °C, mentre quelle estive sono comprese tra i 6 °C ed i 14 °C. La neve nei fondovalle è abbondante e persistente per gran parte dell'anno. Le nevi sono presenti tutto l'anno ma non contribuiscono alla formazione di ghiacciai.

## Attività

### Turismo
Solamente 2.000 ettari (a sud) sono autorizzati al pubblico. L'ingresso è consentito con il pagamento di un biglietto. Il parco è aperto tutto l'anno. Non è consentito l'accesso agli animali domestici. La pesca è consentita nel periodo da novembre a metà aprile ed è necessario un permesso.
Numerosi turisti accedono al parco attraverso l'unica strada, la Ruta 3, che termina all'interno del parco, nella baia di Lapataia. Possono essere utilizzati anche bus o minibus oppure il famoso treno turistico, El Tren del Fin de Mundo. È possibile anche utilizzare il battello, che salpa dal porto di Ushuaia.
Il Parco può essere visitato seguendo i sentieri segnalati. dai quali è possibile ammirare i laghi (Lago Roca, Lago Negra), la costa del canale di Beagle (baia di Lapataia), le due isole (Isla Redonda, Isla Estorbo), i fiumi e gli stagni, le foreste e le torbiere.
Il campeggio «selvaggio» è vietato e gli escursionisti possono solo bivaccare in pochi siti gratuiti. Presso Lago Roca esiste in rifugio (a pagamento) con 14 posti letto, servizi e docce, con un piccolo negozio ed una taverna.

### Sentieri

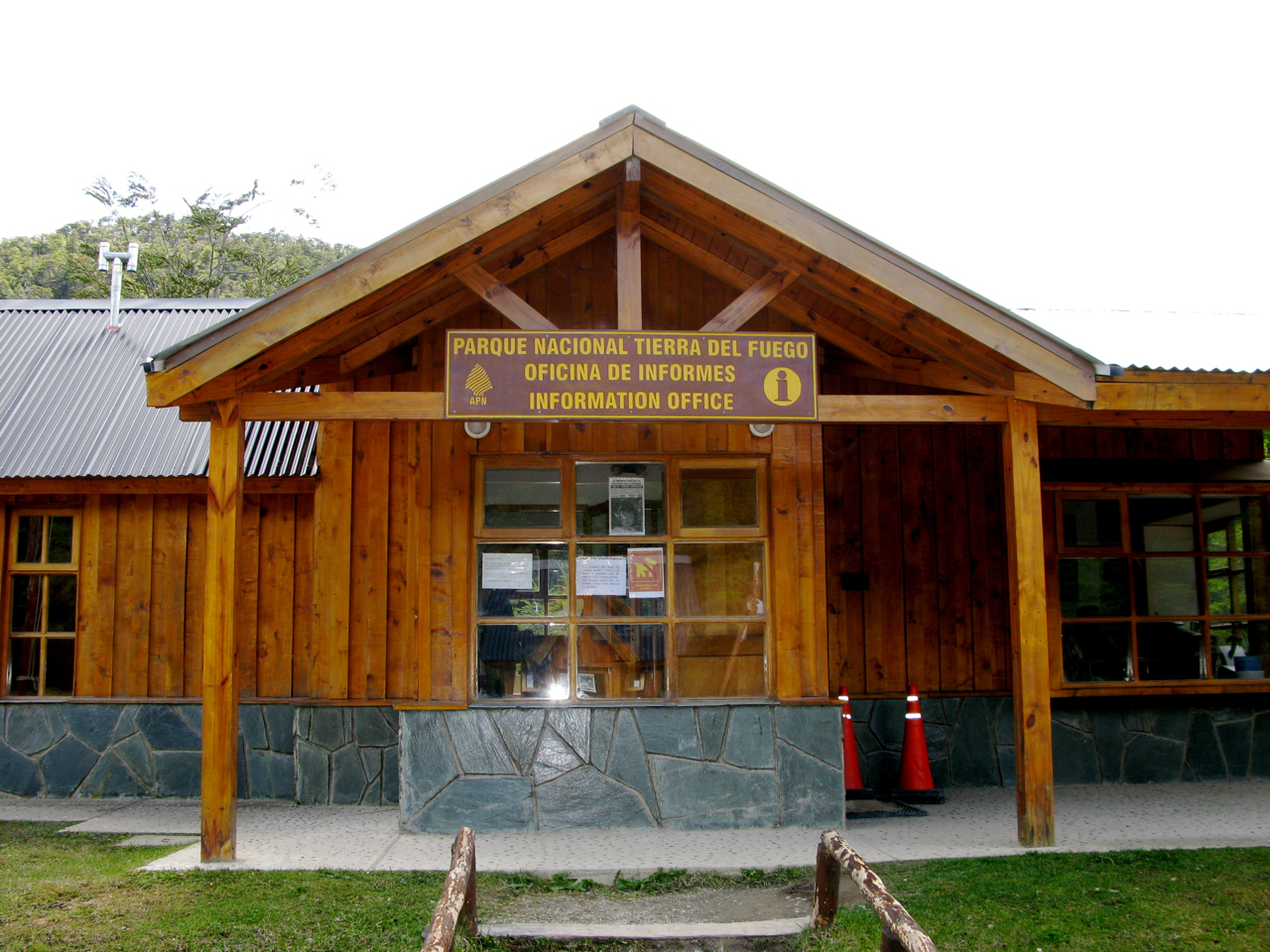
Ingresso del parco nazionale Tierra del Fuego.

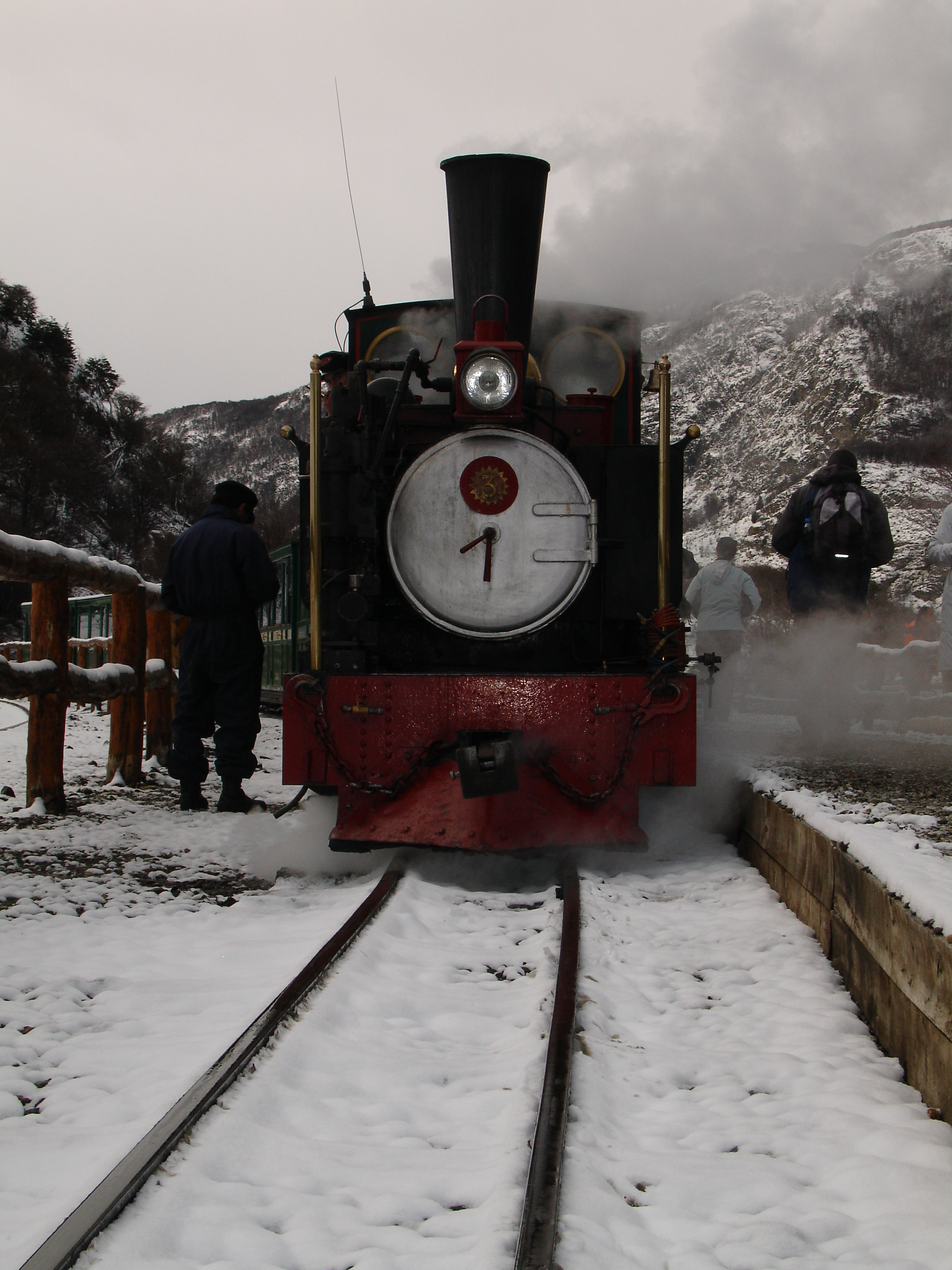
Il treno per la fine del mondo nel 2006.

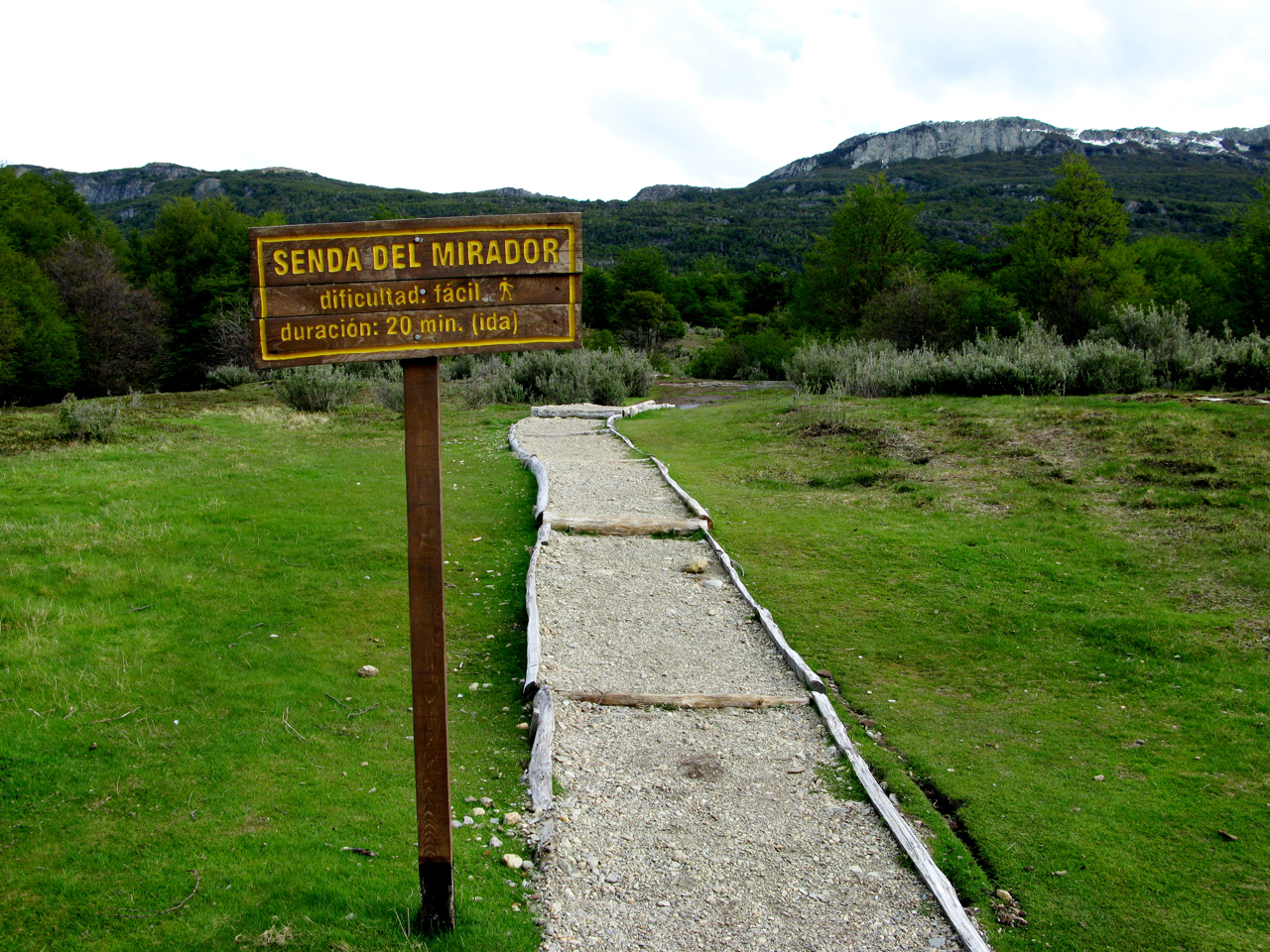
Sentiero del Mirador.

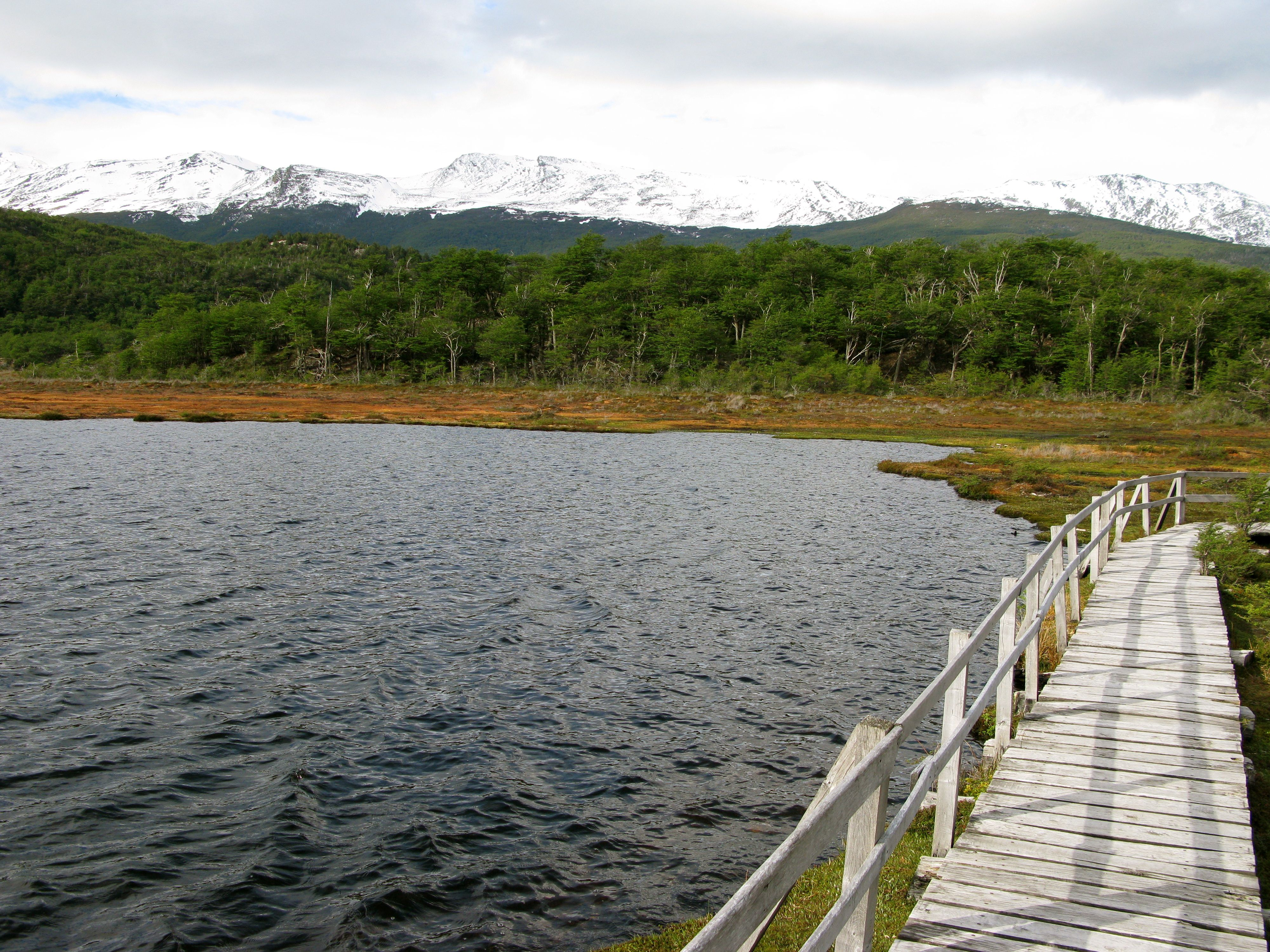
Lago Negra.

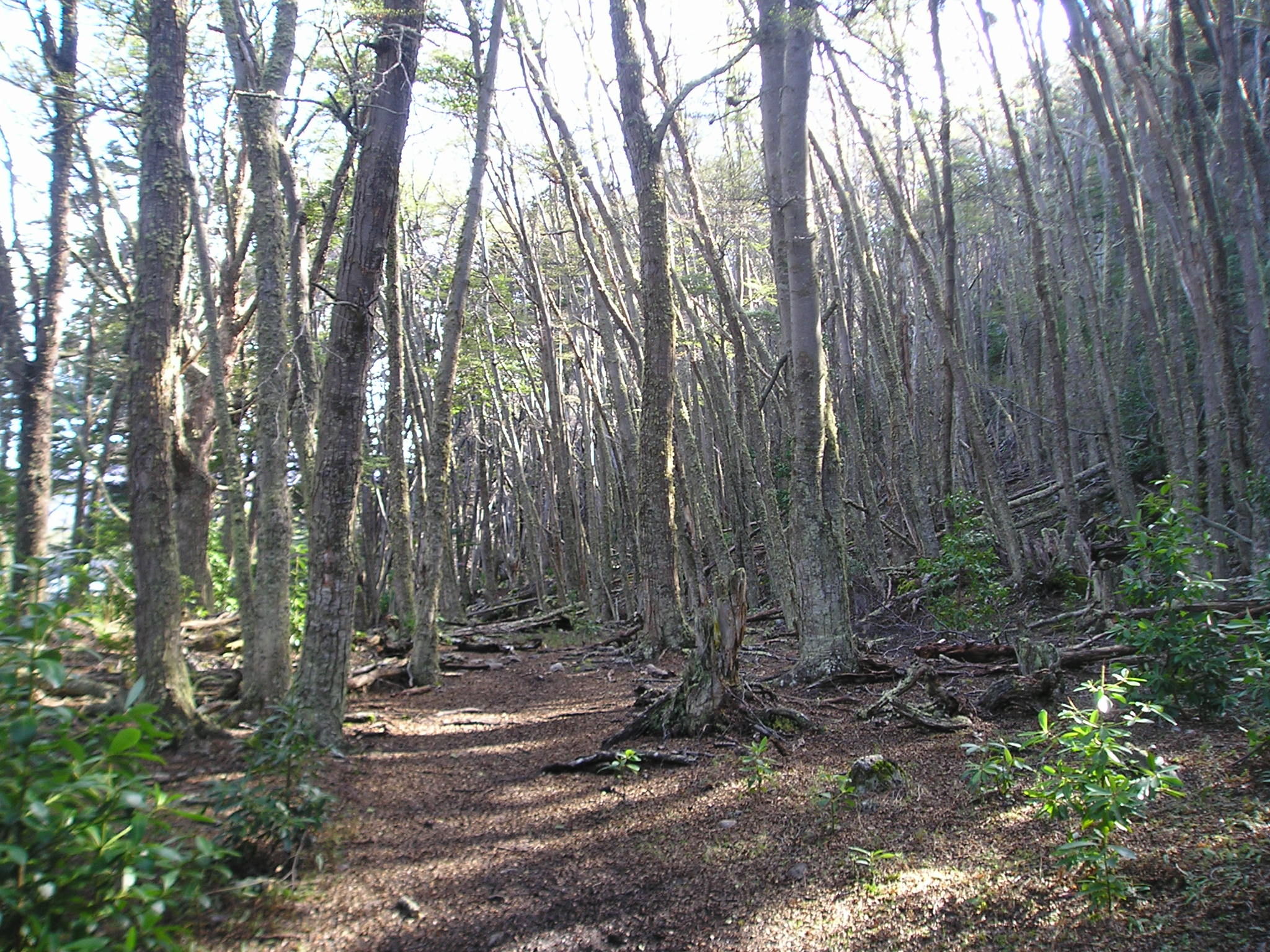
Foresta di Nothofagus pumilio.

Esistono vari sentieri segnalati che non presentano difficoltà tecniche particolari. Il regolamento del parco consiglia di seguirli al fine di preservare la natura e l'ambiente.
- Pampa Alta

Difficoltà media
Lunghezza: 4,9 km
Tempo di percorrenza: 2,5 ore
Partenza: ensenada Zaratiegi
Arrivo: rio Pipo
Curiosità: panorama sul canale di Beagle e sulla valle del Rio Pipo, le foreste, ed i fiumi
- Costera

Difficoltà media
Lunghezza: 8 km
Tempo di percorrenza: 4 ore
Partenza: ensenada Zaratiegi
Arrivo: lago Roca
Curiosità: percorso costiero lungo la baia di Lapataia ed il canale Beagle.
- Hito XXIV

Difficoltà media
Lunghezza: 3,5 km
Tempo di percorrenza: 1,5 ora
Partenza: lago Roca
Arrivo: frontière cilena
Curiosità: riva nord-ovest del lago, frontiera cilena, foreste.
- Cerro Guanaco

Difficoltà alta
Lunghezza: 4 km
Tempo di percorrenza: 4 ore
Partenza: lago Roca
Arrivo: cerro Guanaco
Curiosità: panorama sulla cordillera Darwin, il canale di beagle, il Parco.
- Passeo de la Isla

Difficoltà bassa
Lunghezza: 600 m
Partenza: ruta 3 - settore di Lapataia
Arrivo: lago Verde
Curiosità: lagune, fiumi, uccelli acquatici.
- Laguna Negra

Difficoltà bassa
Lunghezza: 950 m
Partenza: ruta 3 - settore di Lapataia
Arrivo: laguna Negra
Curiosità: lagune, torbiere
- Mirador Lapataia

Difficoltà bassa
Lunghezza: 1 km
Partenza: baia di Lapataia
Arrivo: mirador Lapataia
Curiosità: panorama sulla baia di Lapataia e le sue isole
- Del Turbal

Difficoltà bassa
Lunghezza: 2 km
Partenza: via del mare verso Anzio : Arrivo: baia di Lapataia
Curiosità: vecchia diga dei castori, torbiere
- Castorera

Difficoltà bassa
Lunghezza: 200 m
Partenza: ruta 3 - settore di Lapataia
Arrivo : ruta 3 - settore di Lapataia
Curiosità: diga dei castori
- Senda de la Baliza

Difficoltà bassa
Lunghezza: 1.240 m
Partenza: baia di Lapataia
Arrivo: Lapataia (limite del parco)
Curiosità: costa della baia di Lapataia, diga dei castori, uccelli, faro